# Phylloteles rohdendorfi
Phylloteles rohdendorfi är en tvåvingeart som beskrevs av Yu. G. Verves 1979. Phylloteles rohdendorfi ingår i släktet Phylloteles och familjen köttflugor.
Artens utbredningsområde är Sri Lanka. Inga underarter finns listade i Catalogue of Life.